# Kasteel Dongen
Kasteel Dongen is de naam van het voormalige kasteel van de Heren van Dongen in Noord-Brabant.
Dit kasteel heeft gestaan aan de oever van het riviertje de Donge en werd tussen 1335 en 1350 gebouwd door Willem van Duivenvoorde. Deze was vanaf 1330 de eerste Heer van Dongen. Het kasteel bevond zich op ongeveer 900 m ten zuidwesten van de Oude Kerk. Er was een hoofdburg en een voorburcht; het terrein was geheel omgracht maar de hoofdburg had nog een afzonderlijke gracht. Thans kruising van de weg De Schacht op industrieterrein Tichelrijt met het watertje de Vaartdijkse Lei, voorheen het riviertje de Donge.
Na 1500 verloor het kasteel zijn bestuurlijke en militaire functie. Het werd nog wel als hoeve gebruikt. Het onderhoud werd te kostbaar en het huis raakte in verval. Tussen 1556 en 1656 werd het huis verwoest door brand, en sindsdien sprak men van De verbrande hoef. Een document uit 1654 sprak van een groote hoeve met het oudt vervallen heerlychuis ende casteel, waarop de Heeren van Donghen te woonen plaegen. In 1656 was het baron Te Molde die het terrein te huur aanbood, behalve het heerenhuys dewelck affgebrant is met zijn omliggende grachten en duyventoorn. Hij had vermoedelijk herbouwplannen, maar die zijn nooit uitgevoerd. De hoeve werd overigens in 1672 platgebrand door de Fransen en daarna weer opgebouwd.
De genoemde duiventoren was in 1744 nog in vervallen staat aanwezig.
Van 1979-1988 zijn er op de site archeologische onderzoekingen uitgevoerd.

## Bezitsgeschiedenis
Willem van Duivenvoorde had geen wettige kinderen, maar wél 12 bastaardkinderen. Eén daarvan was Beatrijs, die met Roelof van Dalem was getrouwd. Aldus kwam het kasteel en heerlijkheid aan het geslacht Van Dalem. De Van Dalems waren niet allen even voorbeeldig van gedrag. Zo werd Joost van Dalem wegens zedenmisdrijven afgezet en verbannen, en Jan van Dalem werd, wegens doodslag op een schepen te Turnhout, omstreeks 1513 vervallen verklaard van zijn rechten, waarmee hij de laatste heer werd en het kasteel aan Engelbrecht van Nassau verviel.

## Externe bronnen
- Kasteel Dongen
- CuBra
- Omroep Brabant Kasteel herleeft in Dongen
- Penseeltekening van Kasteel Dongen te Dongen